# Dante Sodini
Dante Sodini (Firenze, 29 agosto 1858 – Firenze, 1934) è stato uno scultore italiano.

## Biografia
Si formò all’Accademia di Belle Arti di Firenze sotto la guida dei professori Antonio Bortone, Giuseppe Zocchi e Augusto Rivalta. Partecipando e venendo premiato a esposizioni quali la biennale di Venezia (1877 e 1879) e alla quadriennale di Roma (1883), acquistò presto fama in Italia e all'estero che gli permise di lavorare per committenze di altissimo livello, pubbliche e private.

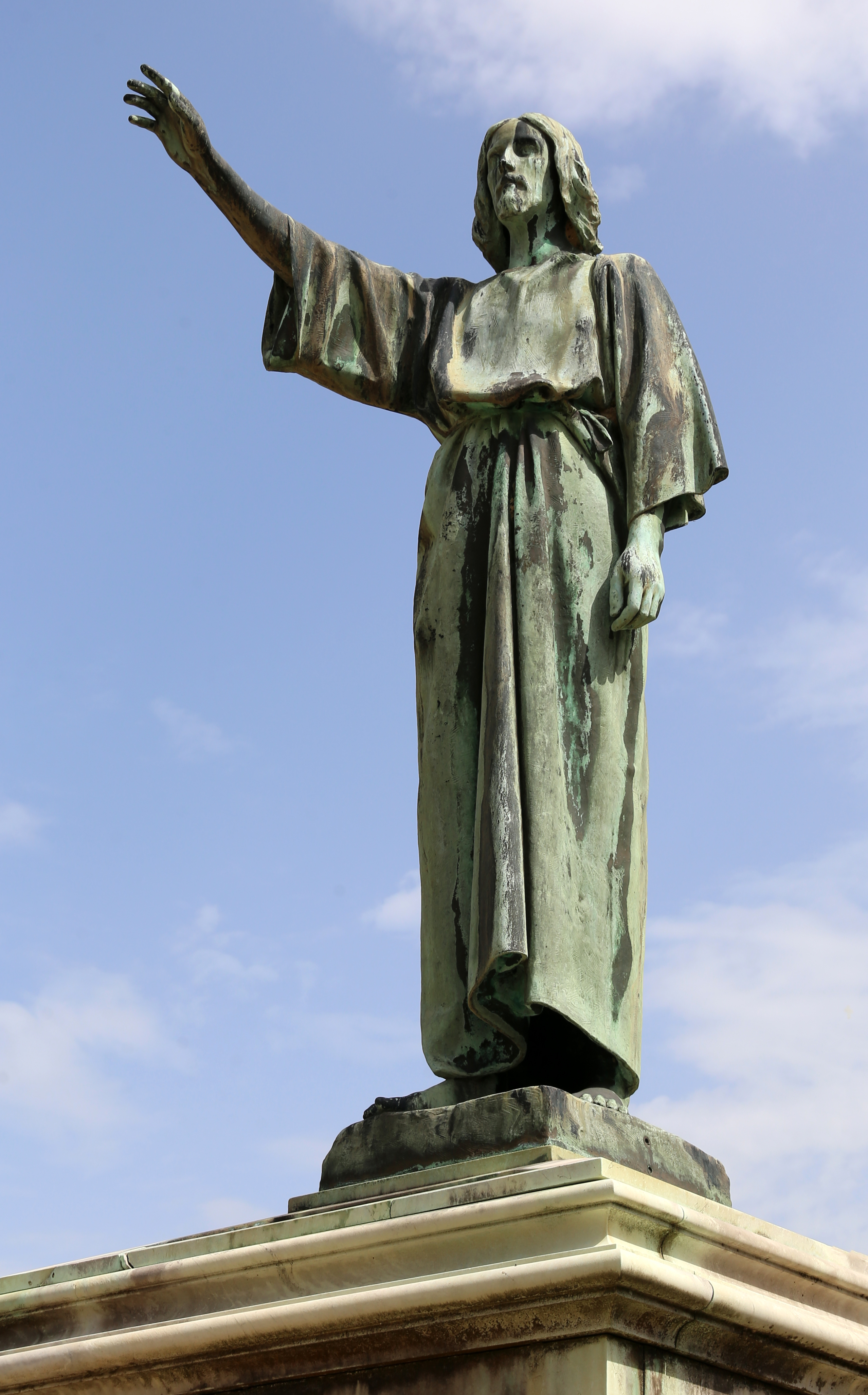
Cristo risorto per il monumento Temple-Leader al cimitero delle Porte Sante di Firenze

Tra le commissioni pubbliche in Italia, realizzò due quadrilobi e quattro statue per la decorazione della facciata di Santa Maria del Fiore; tra quelle private, fece numerosi monumenti funebri per i cimiteri di Firenze, Rimini, Cagliari, ecc. Entrò nell'Accademia delle Arti del Disegno nel 1885, e dal 1923 fu presidente della classe di scultura. Al concorso per la realizzazione del complesso bronzeo davanti all'Altare della Patria a Roma arrivò secondo.
L'amicizia con John Temple Leader lo introdusse nelle commissioni degli stranieri di passaggio a Firenze, avendo l'onore di ritrarre la regina Vittoria e venendo poi anche ufficialmente invitato a Londra, dove esposte nel 1895 e nel 1904, e dove realizzò, su invito del sindaco, una medaglia celebrativa per i Giochi della IV Olimpiade. Nel 1889 partecipò all'Esposizione Universale di Parigi, dove vinse la medaglia d'oro, e lo stesso anno alla Mostra nazionale di Belle Arti di Milano.
Sue opere si trovano al British Museum, al Campidoglio statunitense, alla chiesa della Natività di Betlemme, alla Galleria nazionale d'arte moderna di Roma (La Fede, dove un cieco cerca a tentoni una croce davanti a sé), alla Galleria d'arte moderna di Firenze.
A Firenze, sul viale Don Minzoni, si trova una lapide presso il suo studio, dettata nel 1958 da Piero Bargellini.
All'Isola d'Elba, presso il Giardino delle Ghiaie, si trova il busto di Mario Foresi realizzato in bronzo da Dante Sodini, commissionatogli dal Comune di Portoferraio nell'aprile del 1925 ed inaugurato nell'aprile 1926.

## Note

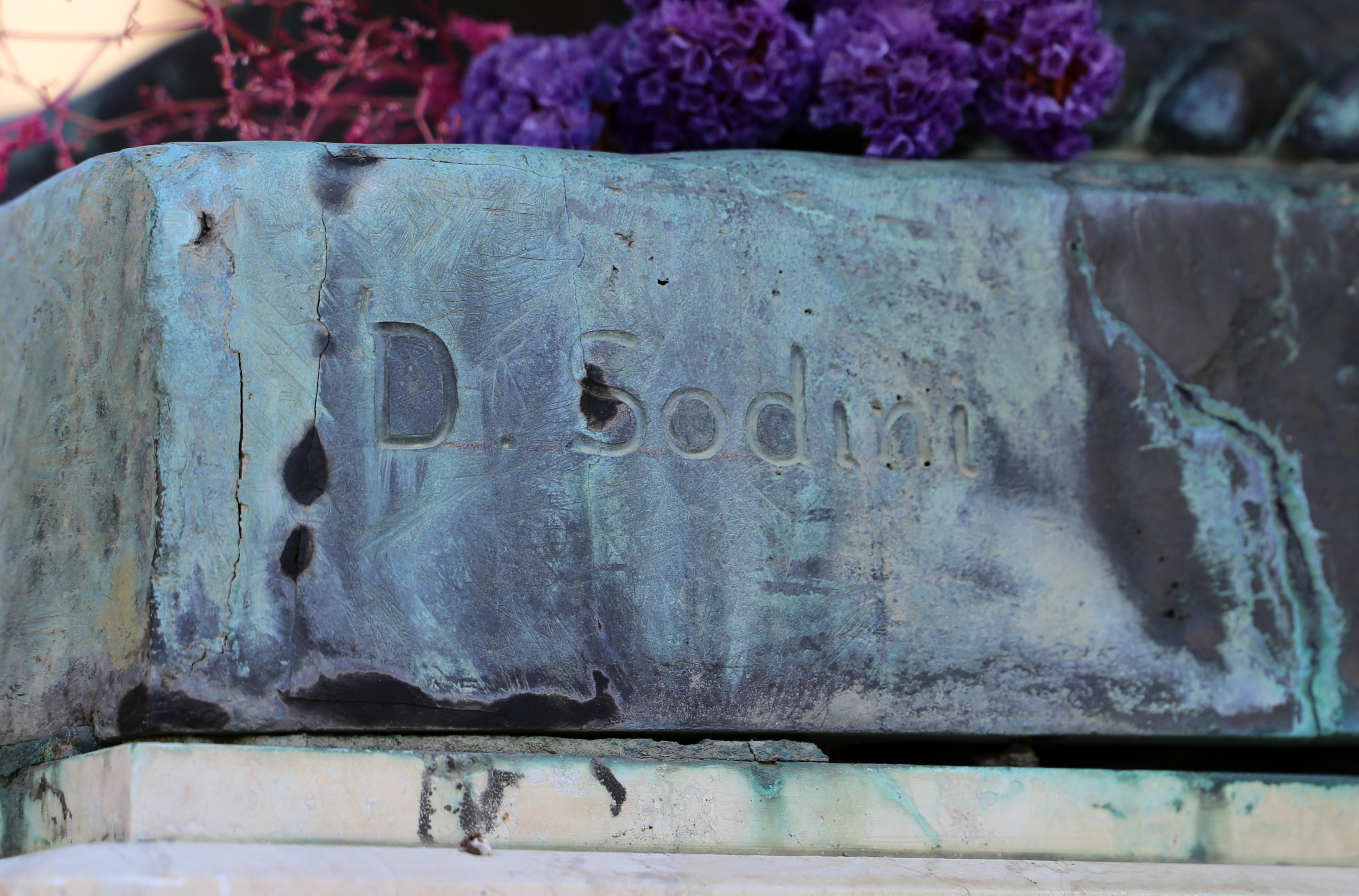
Firma